# Slovácké slavnosti vína a otevřených památek

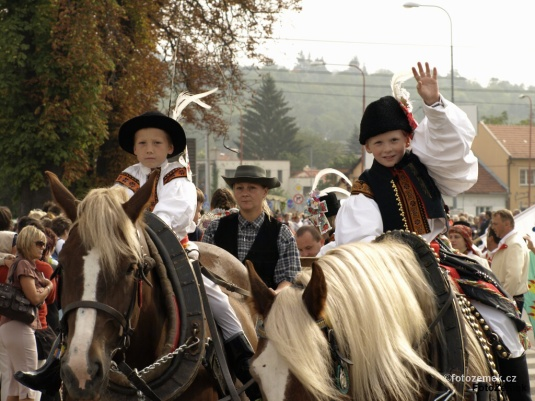
František Zemek: Tož narok zas. Šak, navštivte nás

Slovácké slavnosti vína a otevřených památek je kulturní akce, která se od roku 2003 koná každoročně po dva dny v září v Uherském Hradišti. Oslavují kraj vína, folkloru, lidových tradic a národních řemesel. Konají se v duchu slováckého folkloru, vinařských tradic a moravských písní a reprezentují více než šedesát měst a obcí z celého regionu Slovácka. Slováckých slavností se zúčastnilo v roce 2009 již asi po osmé na pět tisíc krojovaných účastníků a Uherské Hradiště během nich hostilo na padesát tisíc diváků.